# بسطام (چایپاره)
بسطام، روستایی است از توابع بخش مرکزی شهرستان چایپاره در استان آذربایجان غربی ایران.
این روستا مرکز دهستان بسطام می باشد.

## جمعیت
این روستا در دهستان بسطام قرار داشته و بر اساس سرشماری سال ۱۳۸۵ جمعیت آن ۶۸۱نفر (۱۵۵ خانوار) 
بوده است.

## دیدنی‌ها
از جای‌های باستانی و تاریخی این روستا می‌توان دژ بسطام وابسته به دوره اورارتو را نام برد.